# Grand Hotel Cesenatico

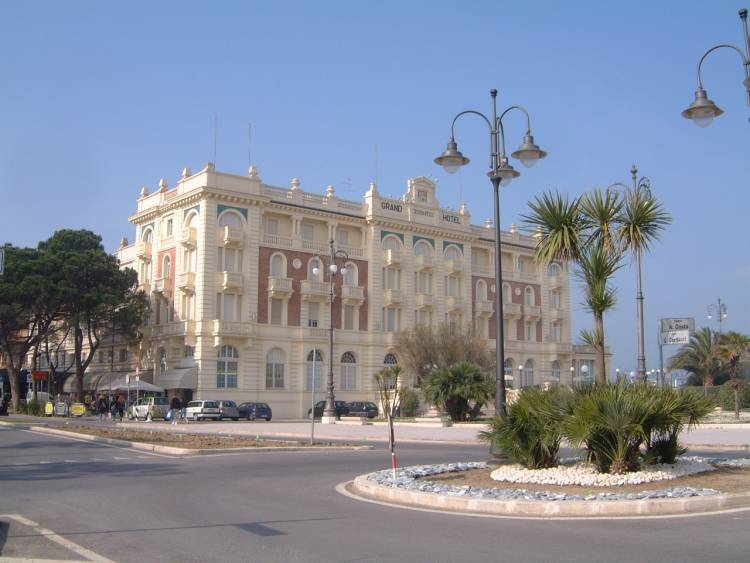
Grand Hotel Cesenatico (2007)

Das Grand Hotel Cesenatico ist ein Luxushotel in der italienischen Gemeinde Cesenatico. Es steht unter Denkmalschutz und ist neben dem Grattacielo di Cesenatico eines der beiden Wahrzeichen des Ortes.

## Geschichte
Das Grandhotel wurde auf Betreiben des Industriellen Gaetano Ceschina errichtet und 1928 eröffnet, Architekt war Luigi Poletti. In den 1930er Jahren wurde das Hotel ein beliebtes Urlaubshotel, das auch von Benito Mussolini besucht wurde. Nach dem Zweiten Weltkrieg wurden bis 1947 US-amerikanische Soldaten im Hotel untergebracht. In den 1960er und 1970ern fanden einige politische Demonstrationen in der Umgebung statt. Ende der 1990er wurde das Gebäude unter Denkmalschutz gestellt.

## Architektur und Beschreibung
Das Gebäude wurde mehrmals umgebaut. So wurde in den 1970ern ein Außenpool und die Strandanlage des Hotels gebaut. Heute weist das in den Farben gelb und braun gehaltene Haus Elemente des Neoklassizismus und des Jugendstils auf und hat rund 310 Zimmer.